# Mathieu Jean Felicité de Montmorency-Laval
Mathieu Jean Felicité de Montmorency, duc de Montmorency-Laval, francoski državnik in politik, * 10. julij 1767, Pariz, † 24. marec 1826.
Bil je izvoljen v Narodno skupščino Francije leta 1789 in je sprva podpiral francosko revolucijo. A po napadu na Tuilerijsko palačo 10. avgusta 1792 je zavrgel revolucionarna prepričanja in pobegnil v tujino. Pozneje se je pridružil rojalistom in postal minister za zunanje zadeve Francije.